# أرسنال (فلم)
أرسنال أو الترسانة (بالإنجليزية: Arsenal) هو فيلم ويعرف أيضا باسم «جنوب الغضب» (بالإنجليزية: Southern Fury) هو فيلم حركة وجريمة ودراما تم إنتاجه في الولايات المتحدة وصدر سنة 2017 بطولة نيكولاس كايج وأدريان غرينيه وجون كيوزاك.

## القصة
ميكي وجيه بي ترعرعا سويًا حد مرحلة البلوغ. وبعد بلوغهما، يصبح جيه بي مديرًا ناجحًا لشركة مقاولات، بينما يصير مايكي فرد عصابة صغير متورط في عالم الجريمة. وبعد اختطاف مايكي مِن قِبَل إيدي كينج زعيم الجريمة الذي لا يعرف الرحمة مقابل فدية لإطلاق سراحه، يلجأ جيه بي إلى شقيقه الأكبر المحقق بال سال ليعاونه في إنقاذ مايكي.

## الميزانية والإيرادات
كلف الفيلم قرابة 10 ملايين دولار حقق الفيلم أرباح تقدر بـ 41,037 دولار فقط.

## وصلات خارجية
- مقالات تستعمل روابط فنية بلا صلة مع ويكي بيانات

أرسنال على IMDb
أرسنال على Rotten Tomatos
أرسنال على Metacritic